# Marcali
Marcali  este un oraș în districtul Marcal, județul Somogy, Ungaria, având o populație de 11.840 de locuitori (2011). 

## Demografie
Componența etnică a orașului Marcali
     Maghiari (94,25%)
     Romi (3,69%)
     Germani (1,17%)
     Necunoscut (0,46%)
     Alții (0,43%)
Componența confesională a orașului Marcali
     Romano-catolici (58,92%)
     Fără religie (11,74%)
     Reformați (2,44%)
     Atei (1,09%)
     Necunoscută (25,06%)
     Alte religii (1,54%)
Conform recensământului din 2011, orașul Marcali avea 11.840 de locuitori. Din punct de vedere etnic, majoritatea locuitorilor (94,25%) erau maghiari, existând și minorități de romi (3,69%) și germani (1,17%). Apartenența etnică nu este cunoscută în cazul a 0,46% din locuitori.  Din punct de vedere confesional, majoritatea locuitorilor (58,92%) erau romano-catolici, existând și minorități de persoane fără religie (11,74%), reformați (2,44%) și atei (1,09%). Pentru 25,06% din locuitori nu este cunoscută apartenența confesională.